# Abeomelomys sevia
Abeomelomys sevia là một loài động vật có vú trong họ Chuột, bộ Gặm nhấm. Loài này được Tate & Archbold mô tả năm 1935.
Nó chỉ được tìm thấy ở Papua New Guinea. Nó là loài duy nhất trong chi Abeomelomys, dù trước đây đã được đặt trong chi Pogonomelomys.